# Nënoksa
La Nënoksa (in russo Нёнокса?) è un fiume della Russia europea settentrionale, tributario del Mar Bianco. Scorre nel distretto urbano della città di Severodvinsk e nel rajon Primorskij dell'oblast' di Arcangelo.
Il fiume ha origine a ovest del villaggio di Nënoksa e scorre attraverso il lago Nižnee. La direzione del fiume è prevalentemente nord-orientale; sfocia nella baia della Dvina (mar Bianco) 1,7 miglia a ovest di capo Tolstik sulla cosiddetta Costa d'estate (Летний берег), che appartiene al territorio del comune di Severodvinsk. La lunghezza del fiume è di 32 km.